# Midsommar - Il villaggio dei dannati
Midsommar - Il villaggio dei dannati (Midsommar) è un film del 2019 scritto e diretto da Ari Aster, con protagonisti Florence Pugh, Jack Reynor, William Jackson Harper e Will Poulter.

## Trama
La studentessa di psicologia Dani Ardor sta attraversando un periodo molto difficile della sua vita: sua sorella Terri, da tempo affetta da disturbo bipolare, si è suicidata tramite avvelenamento da monossido di carbonio, causando la morte anche dei loro genitori; come se non bastasse, Christian Hughes, il suo fidanzato, sta meditando di lasciarla, spronato anche dagli amici Josh, Mark e Pelle, che non vedono di buon occhio la loro relazione.

Pelle è svedese e propone ai tre amici di fare una vacanza in Svezia, per partecipare a un particolare festival folkloristico, organizzato dalla sua famiglia, che celebra il solstizio d'estate. Dani non era stata invitata, tuttavia Christian si sente in colpa a lasciarla a casa, e Pelle apprezza il suo interesse per il festival, così i cinque partono per la Svezia.

Il viaggio si rivela impegnativo, poiché al volo si aggiungono diverse ore di auto e di cammino. Durante il tragitto, fanno la conoscenza di Ingemar, fratello di Pelle, che a sua volta ha invitato una coppia di amici, Simon e Connie. Questi ultimi, a differenza di Dani e Christian, sono affezionatissimi e inseparabili. Ingemar, in segno d'amicizia, cede loro delle sostanze allucinogene, che decidono di assumere subito. Tuttavia, Dani ha un "bad trip".

Tutti insieme giungono infine al villaggio, il cui varco è rappresentato da un grande sole. Gli abitanti vestono tutti in bianco e appaiono strani, ma gentili e allegri. 

Il giorno dopo è in programma il primo rituale, che consiste nel festeggiare una coppia di anziani. Dopo un pranzo collettivo, i festeggiati vengono fatti sedere su due sedie gestatorie e condotti sulla cima di una rupe (Ättestupa). I due spontaneamente si gettano nel vuoto. La donna muore sul colpo, mentre l'uomo, gravemente ferito, viene finito con un martello sacrificale chiamato "cudgel". Gli ospiti americani sono sconvolti e terrorizzati. Viene loro spiegato che la comunità vede la vita come un ciclo naturale, al termine del quale ciascuno dona la propria vita a un nuovo nascituro, che prenderà il nome del defunto. Pelle calma Dani ricordandole che in questo villaggio tutti si prendono cura di tutti e che, a differenza di lei, pur avendo perso anche lui i genitori, qui non si è mai sentito solo.
 
Il giorno dopo, i corpi degli anziani vengono cremati e le loro ceneri spalmate all'interno di un grande albero secco, che rappresenta il cimitero della comunità. 

Passato lo spavento, Christian e Josh iniziano a osservare le usanze del villaggio con curiosità: sono infatti entrambi dottorandi in antropologia, e sperano di trovare delle idee per la loro tesi di dottorato. Josh chiede a Pelle il permesso di documentare la visita.

I giovani iniziano a interagire con il villaggio. Mark urina inavvertitamente sopra all'albero-cimitero e viene insultato dalla comunità. Maja, sorella di Pelle, inizia un incantesimo di magia rossa per far innamorare Christian, mettendogli sotto il letto un monile chiamato “La Runa dell'amore”. 

Nel frattempo, Simon scompare dal villaggio. Gli anziani spiegano a Connie, incredula, che il suo fidanzato ha preso un pullman per tornare in città, e che lei potrà prendere quello successivo. Dani cerca di attirare l'attenzione di Christian su questa inverosimile spiegazione, ma lui e Josh sono entrati in competizione riguardo alla tesi e minimizzano l'accaduto.

Connie decide di incamminarsi da sola fuori dal villaggio, mentre Maja prosegue l'incantesimo, facendo mangiare a Christian, a sua insaputa, un tortino di carne che contiene i suoi peli pubici, e facendogli bere un filtro d'amore, contenente il suo sangue mestruale. Allo stesso pranzo, Mark si allontana con una ragazza del posto, mentre Josh tenta di fotografare il "Rubi rad", il libro sacro, ma viene colpito alla testa e portato via da due individui (uno dei quali porta sulla faccia la pelle scorticata della testa di Mark). 

Siv, una delle donne del villaggio, spiega a Christian che Maja vuole avere un rapporto sessuale con lui per avere un figlio e che ha l'approvazione della comunità, in quanto astrologicamente affine alla ragazza. Christian è attratto da Maja e desidera inoltre documentare i costumi sessuali del villaggio, quindi accetta.

Tra i rituali che portano alla conclusione delle festività, c'è la designazione della Regina di maggio, a cui partecipa anche Dani. Le ragazze, dopo aver assunto sostanze allucinogene, devono ballare intorno a un albero di maggio fino a cadere per lo sfinimento. L'ultima a rimanere in piedi sarà la Regina di Maggio. Christian assiste allo spettacolo, ma nel frattempo gli viene fatta bere una droga, per fargli perdere lucidità e prepararlo al rapporto rituale con Maja. 

Dani è l'ultima a restare in piedi e, con sua grande sorpresa, viene incoronata. La conclusione del rito prevede un pranzo per festeggiarla, al termine del quale la nuova Regina di Maggio esegue il rituale della benedizione dei campi e del bestiame. Durante il pasto, Maja fa capire a Christian che è arrivato il momento. Mentre Dani viene fatta salire su una carrozza trainata da ragazze e portata nel luogo in cui viene celebrata la benedizione, Christian, ancora stordito dalle droghe, raggiunge Maja in un capanno, dove la comunità ha preparato un rito di fertilità: Maja giace nuda su un letto di fiori, circondata da donne di ogni età, anch'esse nude e intente a cantare. Maja e Christian, incitati dalle donne che riproducono i gemiti e i movimenti del coito,  consumano la loro unione sacra. Alla fine del rapporto, Maja sente di essere rimasta incinta.

Nel frattempo, Dani fa ritorno al villaggio, nota il capanno e, nonostante le venga sconsigliato di guardare, spia il rito di fertilità da un buco della serratura. Sopraffatta da una gelosia bruciante, Dani ha una crisi emotiva e verrà consolata dalle altre donne, che iniziano ad imitare le sue urla.
 
Christian, riacquistata la lucidità, scappa dal capanno completamente nudo. Si rifugia all'interno di un pollaio, dove s'imbatte nel corpo di Simon appeso a dei fili e con la cassa toracica squarciata, secondo il rito dell'Aquila di sangue. A questo punto, viene raggiunto dagli uomini del villaggio, che gli soffiano in faccia una polvere paralizzante.

L'ultimo rito del Solstizio d'estate consiste nel sacrificio di nove vite umane, che devono bruciare all'interno del tempio. Quattro “linfe” devono provenire dal villaggio, di cui due volontari da vivi e due “consacrati”, cioè cadaveri smembrati e riassemblati con frutti e rami. Altre quattro vittime devono essere esterne e sono Simon, Connie, Josh e Mark, già cadaveri e ornati per il sacrificio. Durante la celebrazione, Pelle e Ingemar vengono ufficialmente ringraziati per aver portato nuova "linfa esterna". Ingemar è uno dei due volontari disposti a farsi ardere vivi. 

La nona e ultima vittima sacrificale deve essere designata dalla Regina di Maggio, a cui viene data la possibilità di scegliere tra un abitante del villaggio estratto a sorte, o un esterno.

Dani sceglie Christian. Vivo, ma ancora paralizzato dalla polvere, Christian viene inserito nella carcassa di un orso bruno e posizionato al centro del tempio, mentre le restanti otto vittime sacrificali stazionano contro le pareti. Le festività terminano così con il rogo del tempio, il tutto di fronte a Dani che, immedesimata nel ruolo di Regina di Maggio, sorride estatica.

## Produzione
Nel maggio del 2018, è stato annunciato che Ari Aster avrebbe scritto e diretto un film horror prodotto in co-produzione dalla sua Square Peg, fondata assieme a Lars Knudsen, e la svedese B-Reel Films. Il film avrebbe dovuto essere uno slasher ambientato in Svezia, cosa che aveva inizialmente spinto Aster a rifiutare la regia del progetto in quanto sentiva di «non avere nulla a che fare con la storia». Aster ha poi deciso quindi di focalizzarsi sul rapporto tra i due personaggi principali, costruendo tematicamente attorno a questo il resto del film.
Nel luglio dello stesso anno, Florence Pugh, Jack Reynor, Will Poulter, Vilhem Blomgren, William Jackson Harper, Ellora Torchia e Archie Madekwe sono entrati a far parte del cast principale.
Le riprese del film sono iniziate il 30 luglio 2018 e sono terminate nell'ottobre dello stesso anno, tenendosi principalmente a Budapest, in Ungheria.
Il budget del film è stato di 9 milioni di dollari.

## Promozione
Il primo trailer del film è stato diffuso il 5 marzo 2019.

## Distribuzione
Il film è stato presentato in anteprima a New York il 28 giugno del 2019. È stato distribuito nelle sale cinematografiche statunitensi a partire dal 3 luglio dello stesso anno da A24 e in quelle svedesi da Nordisk Film dal 10 luglio seguente.
È stato distribuito nelle sale cinematografiche italiane da Eagle Pictures a partire dal 25 luglio 2019.

## Accoglienza

### Incassi
Midsommar - Il villaggio dei dannati ha incassato 27,4 milioni di dollari nel Nord America e 20,6 nel resto del mondo, per un totale complessivo di 48 milioni di dollari.

### Critica
Sull'aggregatore Rotten Tomatoes il film riceve l'83% delle recensioni professionali positive con un voto medio di 7,54 su 10, basato su 342 critiche, mentre su Metacritic ottiene un punteggio di 72 su 100 basato su 54 critiche.
Il critico David Ehrlich di IndieWire.com posiziona la pellicola al quattordicesimo posto dei migliori film del 2019, mentre Kylie Hemmert, critico di ComingSoon.net, posiziona il film all'ottavo posto tra i migliori del 2019.

## Riconoscimenti
- 2019 – Chicago Film Critics Association Awards[16]
  - Candidatura per il miglior utilizzo degli effetti speciali
- 2019 – Gotham Independent Film Awards[17]
  - Candidatura per la migliore attrice a Florence Pugh
  - Candidatura per la miglior sceneggiatura ad Ari Aster
- 2019 – National Board of Review Awards[18]
  - Migliori dieci film indipendenti dell'anno
- 2019 – San Diego Film Critics Society Awards[19]
  - Miglior artista emergente a Florence Pugh
- 2020 – Critics' Choice Awards[20]
  - Candidatura per il miglior film di fantascienza / horror
- 2020 – Independent Spirit Awards[21]
  - Candidatura per la miglior fotografia a Pawel Pogorzelski
- 2020 – National Society of Film Critics[22]
  - Candidatura per la miglior attrice protagonista a Florence Pugh
- 2021 – Saturn Award[23]
  - Candidatura per il miglior film horror

## Director's cut
Nel luglio del 2019, il regista ha annunciato di essere al lavoro su una director's cut del film, contenente circa 30 minuti aggiuntivi rispetto alla versione cinematografica, per un totale di 171 minuti. Questa versione è stata presentata in anteprima il 17 agosto 2019 al Lincoln Center di New York, per poi avere una distribuzione limitata nelle sale statunitensi a partire dal 30 agosto.
Un'altra director's cut, distribuita in blu-ray e in 4K, prevede l'aggiunta di un libretto di sessantadue pagine con gli artwork originale del film firmati Ragnar Persson ed un'introduzione da parte di Martin Scorsese, il tutto dentro ad una sovracopertina in tessuto giallo.